# モンターズィオ
モンターズィオ（イタリア語: Montasio）は、イタリアのフリウリ＝ヴェネツィア・ジュリア州およびヴェネト州で生産される、牛乳を原料としたセミハードタイプのチーズ。モンタジオ、モンタジオ・チーズ 、モンタジオチーズとも表記される。
起源は13世紀あるいは1200年ごろなどとされ明確には示されないものの、ベネディクト会の修道院であったモッシオ修道院からモンターズィオ山の民衆に伝えられたのが始まりとされている。現存する最初の記録としては1775年に行われた価格統制の文書が確認される。この修道院は現在ではクララ会の一派であるクララ童貞会 (Poor Clares) に移管されている。
熟成は2か月から1年、あるいはそれ以上の期間をかけて行われる。表面には製造日の刻印がなされる。熟成期間によって呼び名があり、熟成期間の短いものから順に「フレスコ」、「メッツァーノ」、「スタジオナート」と分類される。
クセのない味で、熟成が進むと「深みのあるパイナップル」のような風味を醸し出す。一般的に、レフォスコやスキオッペッティーノのワインと合わせるのがよい。